# Équipe de Belgique de hockey sur gazon en Champions Trophy 2016
Maillots
Chronologie
Saison précédente Saison suivante
Du 10 au 17 juin 2016, l'équipe de Belgique de hockey sur gazon participe au Champions Trophy 2016.

## Résumé de la saison
Le 3 juin 2016, Shane McLeod a annoncé sa sélection finale, il devra se passer de Tom Boon, toujours en convalescence et Alexandre de Paeuw, Dorian Thiéry, Dimitri Cuvelier et Victor Wegnez, faisant les frais de la première sélection.
Le 10 juin 2016, Jeffrey Thys déclare forfait et est remplacé par Alexandre de Paeuw en raison d'une blessure à la cheville. Les Red Lions rêvaient très certainement d’une toute autre entame de Champions Trophy. Mais, face à la Corée, ils sont tombés dans le piège tendu. Cette rencontre est perdue (0-2).
Le 11 juin 2016, après la déconvenue et la défaite face à la Corée, les joueurs belges comptaient bien montrer un tout autre visage lors de leur rencontre face aux champions olympiques en titre. Cette rencontre a été partagée (4-4).
Le 13 juin 2016, après un début de tournoi en demi-teinte, les Lions souhaitaient, enfin, décrocher leur première victoire face à une équipe indienne bien en jambes depuis le début de la compétition. Cette rencontre est remportée (2-1).
Le 14 juin 2016, après le succès face à l’Inde, hier, la Belgique devait confirmer face au leader actuel du Champions Trophy. Cette rencontre est perdue (2-0).
Le 16 juin 2016, après la victoire de l’Australie face à l’Inde (4-2), les calculs étaient simples pour Shane McLeod avant la dernière rencontre face à la Grande-Bretagne. Pour disputer la finale du Champions Trophy, la Belgique devait s’imposer sur un score de 3-0 ou par deux buts d’écart, si elle marquait quatre buts. Malheureusement, ce défi n'est pas relevé et cette rencontre est partagée (3-3). Les Red Lions défieront la Corée le lendemain pour le match pour la cinquième place.
Le 17 juin 2016, après la terrible déception de la veille et le partage face à la Grande-Bretagne (3-3), les Red Lions se devaient de conclure le Champions Trophy contre la Corée sur une note positive. Mais pas évident de se reconcentrer et de rebondir lors d’un match pour la cinquième place après avoir loupé la finale de si peu. Cette rencontre est remportée (4-3) et les Red Lions terminent à la cinquième place.

## Effectif
La Belgique a annoncé son équipe finale le 3 juin 2016.
Entraîneur :  Shane Mcleod
| Numéro | Joueur                | Date de naissance | Âge | Sélections |
| ------ | --------------------- | ----------------- | --- | ---------- |
| 3      | Jeremy Gucassoff (GB) | 3 décembre 1988   | 27  | 124        |
| 4      | Arthur van Doren      | 1er octobre 1994  | 21  | 91         |
| 7      | John-John Dohmen (C)  | 24 janvier 1988   | 28  | 321        |
| 8      | Florent van Aubel     | 25 octobre 1991   | 24  | 148        |
| 9      | Sébastien Dockier     | 28 décembre 1989  | 26  | 106        |
| 10     | Cédric Charlier       | 27 novembre 1987  | 28  | 222        |
| 12     | Gauthier Boccard      | 26 août 1991      | 24  | 117        |
| 14     | Alexandre de Paeuw    | 7 octobre 1988    | 27  | 114        |
| 15     | Emmanuel Stockbroekx  | 23 décembre 1993  | 22  | 89         |
| 16     | Alexander Hendrickx   | 6 août 1993       | 22  | 40         |
| 17     | Thomas Briels         | 23 août 1987      | 28  | 248        |
| 19     | Félix Denayer         | 31 janvier 1990   | 26  | 231        |
| 21     | Vincent Vanasch (GB)  | 21 décembre 1987  | 28  | 149        |
| 22     | Simon Gougnard        | 17 janvier 1991   | 25  | 192        |
| 25     | Loïck Luypaert        | 19 août 1991      | 24  | 137        |
| 28     | Jérôme Truyens        | 4 août 1987       | 28  | 310        |
| 29     | Elliot van Strydonck  | 21 juillet 1988   | 27  | 158        |
| 32     | Tanguy Cosyns         | 29 juin 1991      | 24  | 84         |

## Les matchs
| Tournoi toutes rondes           | Belgique | 0 - 2   | Corée du Sud        | Lee Valley Hockey & Tennis Centre Londres, Grande-Bretagne       |                                                                  |
| 10 juin 2016 18h00 heure locale |          | (0 - 1) | 26e Yang · 43e Jung | Arbitrage : Nathan Stagno Haider Rasool Arbitre vidéo : Deon Nel | Arbitrage : Nathan Stagno Haider Rasool Arbitre vidéo : Deon Nel |
| 10 juin 2016 18h00 heure locale | Rapport  |         |                     | Arbitrage : Nathan Stagno Haider Rasool Arbitre vidéo : Deon Nel | Arbitrage : Nathan Stagno Haider Rasool Arbitre vidéo : Deon Nel |

| Tournoi toutes rondes           | Allemagne                              | 4 - 4   | Belgique                                                   | Lee Valley Hockey & Tennis Centre Londres, Grande-Bretagne        |                                                                   |
| 11 juin 2016 14h00 heure locale | Hauke 3e · Miltkau 24e, 51e · Korn 54e | (2 - 2) | 17e Dockier · 30e Van Doren · 39e De Paeuw · 41e Van Aubel | Arbitrage : Raghu Prasad David Tomlinson Arbitre vidéo : Deon Nel | Arbitrage : Raghu Prasad David Tomlinson Arbitre vidéo : Deon Nel |
| 11 juin 2016 14h00 heure locale | Rapport                                |         |                                                            | Arbitrage : Raghu Prasad David Tomlinson Arbitre vidéo : Deon Nel | Arbitrage : Raghu Prasad David Tomlinson Arbitre vidéo : Deon Nel |

| Tournoi toutes rondes           | Belgique                    | 2 - 1   | Inde         | Lee Valley Hockey & Tennis Centre Londres, Grande-Bretagne       |                                                                  |
| 13 juin 2016 16h00 heure locale | Hendrickx 25e · Truyens 44e | (1 - 1) | 30e Devindar | Arbitrage : David Tomlinson Chen Dekang Arbitre vidéo : Deon Nel | Arbitrage : David Tomlinson Chen Dekang Arbitre vidéo : Deon Nel |
| 13 juin 2016 16h00 heure locale | Rapport                     |         |              | Arbitrage : David Tomlinson Chen Dekang Arbitre vidéo : Deon Nel | Arbitrage : David Tomlinson Chen Dekang Arbitre vidéo : Deon Nel |

| Tournoi toutes rondes           | Australie              | 2 - 0   | Belgique | Lee Valley Hockey & Tennis Centre Londres, Grande-Bretagne    |                                                               |
| 14 juin 2016 18h00 heure locale | Turner 38e · White 49e | (0 - 0) |          | Arbitrage : Diego Barbas Chen Dekang Arbitre vidéo : Deon Nel | Arbitrage : Diego Barbas Chen Dekang Arbitre vidéo : Deon Nel |
| 14 juin 2016 18h00 heure locale | Rapport                |         |          | Arbitrage : Diego Barbas Chen Dekang Arbitre vidéo : Deon Nel | Arbitrage : Diego Barbas Chen Dekang Arbitre vidéo : Deon Nel |

| Tournoi toutes rondes           | Grande-Bretagne               | 3 - 3   | Belgique                      | Lee Valley Hockey & Tennis Centre Londres, Grande-Bretagne         |                                                                    |
| 16 juin 2016 20h00 heure locale | Middleton 25e, 59e · Ames 57e | (1 - 2) | 1e Briels · 30e, 42e Luypaert | Arbitrage : David Tomlinson Lim Hong-Zhen Arbitre vidéo : Deon Nel | Arbitrage : David Tomlinson Lim Hong-Zhen Arbitre vidéo : Deon Nel |
| 16 juin 2016 20h00 heure locale | Rapport                       |         |                               | Arbitrage : David Tomlinson Lim Hong-Zhen Arbitre vidéo : Deon Nel | Arbitrage : David Tomlinson Lim Hong-Zhen Arbitre vidéo : Deon Nel |

| Cinquième et sixième place      | Belgique                                       | 4 - 3   | Corée du Sud               | Lee Valley Hockey & Tennis Centre Londres, Grande-Bretagne     |                                                                |
| 17 juin 2016 15h45 heure locale | Gougnard 20e, 49e · Cosyns 53e · Van Aubel 54e | (1 - 1) | 24e Seo J. · 34e, 35e Yang | Arbitrage : Nathan Stagno Chen Dekang Arbitre vidéo : Deon Nel | Arbitrage : Nathan Stagno Chen Dekang Arbitre vidéo : Deon Nel |
| 17 juin 2016 15h45 heure locale | Rapport                                        |         |                            | Arbitrage : Nathan Stagno Chen Dekang Arbitre vidéo : Deon Nel | Arbitrage : Nathan Stagno Chen Dekang Arbitre vidéo : Deon Nel |

## Les joueurs
| Joueurs | Joueurs               |    |     |     |    |     |     | Matchs joués | Buts marqués |
| ------- | --------------------- | -- | --- | --- | -- | --- | --- | ------------ | ------------ |
| 3       | Jeremy Gucassoff (GB) | NC | NC  | NC  | NC | NC  | X   | 1            | 0            |
| 4       | Arthur van Doren      | X  | X · | X   | NC | X   | X   | 5            | 1            |
| 7       | John-John Dohmen (C)  | X  | X   | X   | X  | X   | X   | 6            | 0            |
| 8       | Florent van Aubel     | X  | X · | X   | X  | X   | 4 · | 6            | 2            |
| 9       | Sébastien Dockier     | X  | X · | X   | X  | X   | X   | 6            | 1            |
| 10      | Cédric Charlier       | 5  | 5   | 4   | 4  | 3   | X   | 6            | 0            |
| 12      | Gauthier Boccard      | 5  | 4   | 4   | 4  | 7   | X   | 6            | 0            |
| 14      | Alexandre de Paeuw    | 5  | 6 · | 4   | 8  | 4   | 5   | 6            | 1            |
| 15      | Emmanuel Stockbroekx  | X  | X   | X   | X  | X   | S   | 5            | 0            |
| 16      | Alexander Hendrickx   | X  | X   | X · | X  | 4   | 6   | 6            | 1            |
| 17      | Thomas Briels         | X  | X   | X   | X  | X · | X   | 6            | 1            |
| 19      | Félix Denayer         | X  | X   | X   | X  | X   | X   | 6            | 0            |
| 21      | Vincent Vanasch (GB)  | X  | X   | X   | X  | X   | NC  | 5            | 0            |
| 22      | Simon Gougnard        | X  | X   | X   | X  | X   | X · | 6            | 2            |
| 25      | Loïck Luypaert        | NC | NC  | NC  | X  | X · | X   | 3            | 2            |
| 28      | Jérôme Truyens        | 5  | 4   | 4 · | 5  | 4   | 4   | 6            | 1            |
| 29      | Elliot van Strydonck  | X  | X   | X   | X  | X   | X   | 6            | 0            |
| 32      | Tanguy Cosyns         | 5  | 6   | 4   | 7  | 4   | 4 · | 6            | 1            |